# Salina

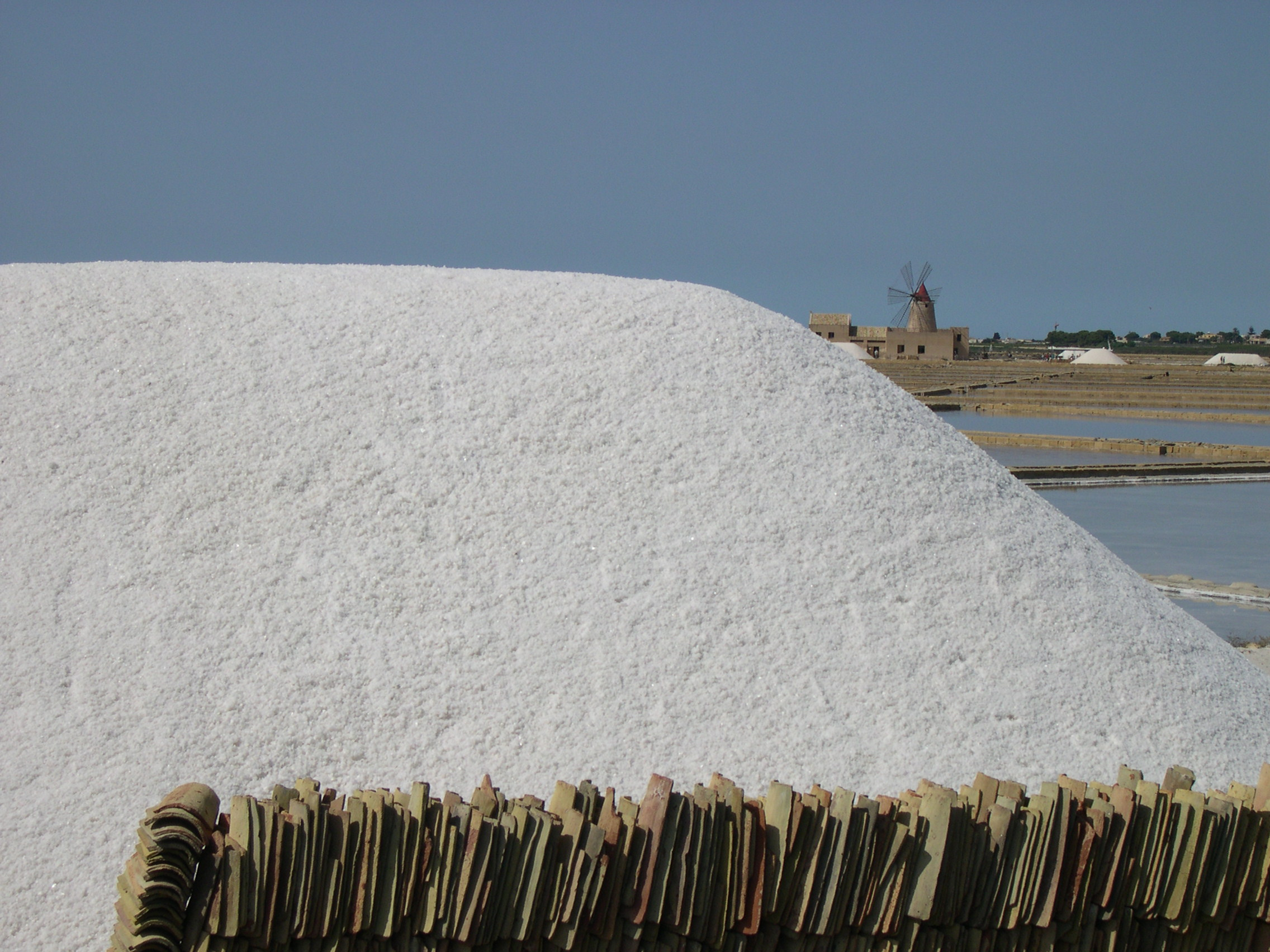
Una collinetta di sale raccolto nelle saline della Sosalt a Marsala

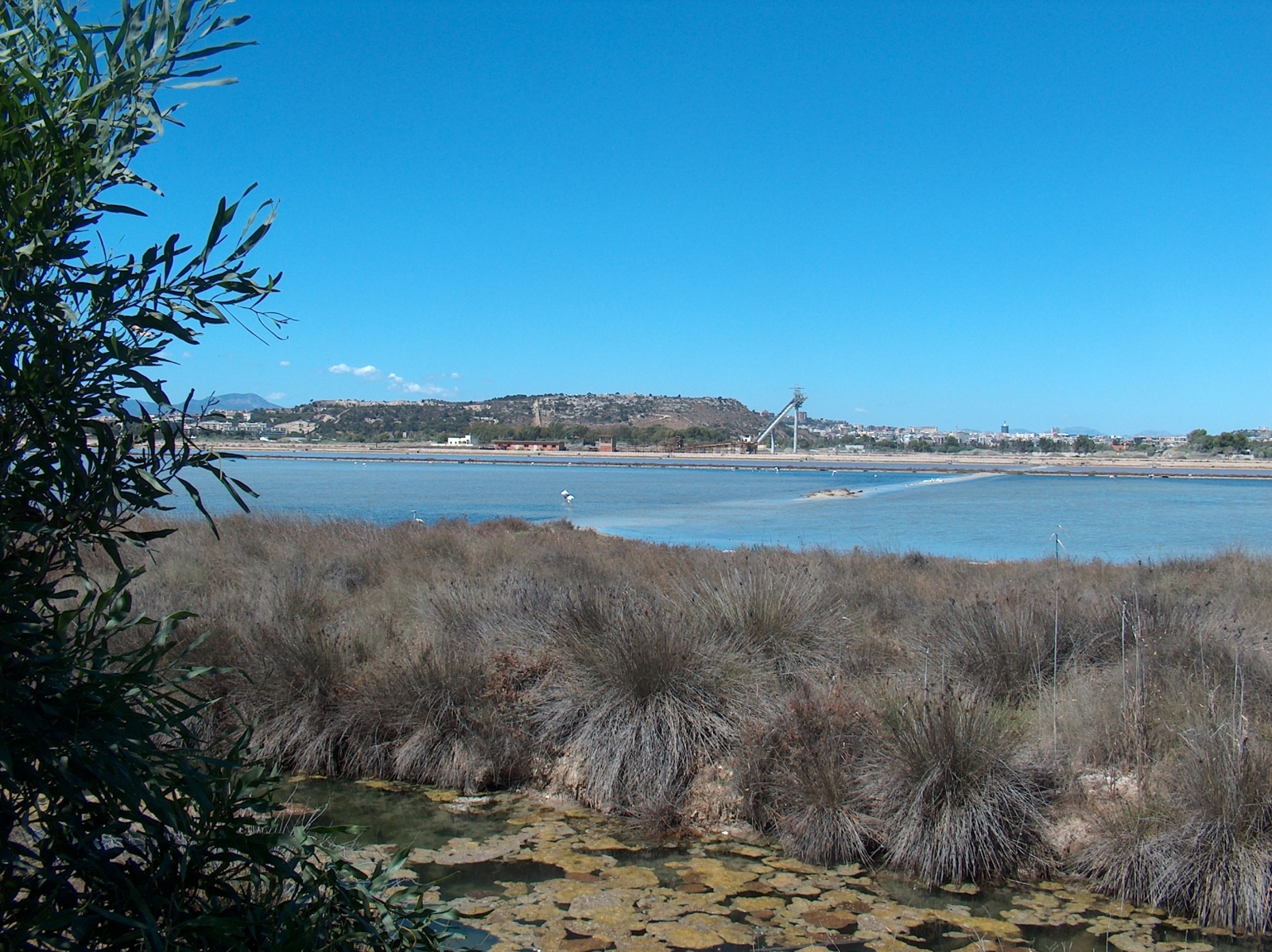
Saline di Molentargius a Cagliari

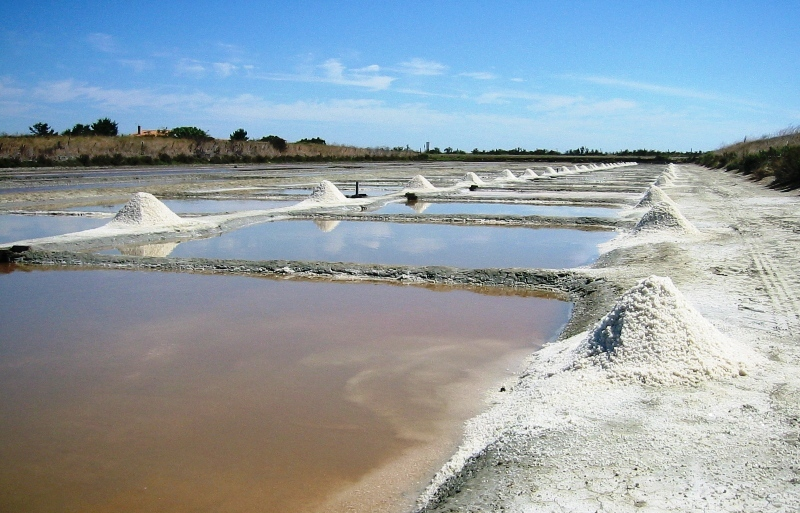
Saline di Île de Ré, Francia

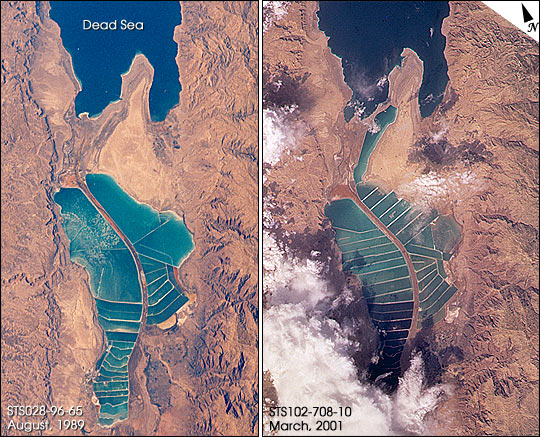
Saline del Mar Morto viste dal satellite

Una salina è un impianto per la produzione di sale marino da acqua di mare per concentrazione mediante l'evaporazione naturale dell'acqua ad opera del sole. Un metro cubo di acqua salata contiene circa 30 kg di cloruro di sodio (cioè una concentrazione del 3 %) e quantità minori di altri sali.

## Descrizione
Una salina è costituita da una serie di vasche in cui l'acqua evapora per l'irraggiamento solare. Nelle prime vasche, dette evaporanti, si concentra la soluzione, mentre nella vasca finale, detta salante, avviene la precipitazione del sale. Il rapporto ideale tra la superficie evaporante e quella salante per la fascia climatica del Mediterraneo meridionale è di 7:1.
L'acqua vergine (così viene chiamata l'acqua prelevata dal mare) viene immessa nella prima vasca normalmente con idrovore. La sua densità iniziale è di circa 3,5 gradi Baumé (°Bé) e quando raggiunge i 5 °Bé viene trasferita nella vasca successiva. In questa vasca la concentrazione aumenta fino a 11 °Bé e si cominciano ad avere i primi precipitati, di cui il più significativo è il carbonato di calcio. Nella vasca successiva, attorno ai 20 °Bé precipita il solfato di calcio, poi nella quarta vasca evaporante raggiunge i 25,7 °Bé perdendo tutte quelle impurità che erano presenti nell'acqua vergine.

Inviata, infine, nella vasca salante, l'acqua, a questo punto chiamata acqua madre, è satura di sale e comincia il suo processo di deposizione del cloruro di sodio sul fondo dei bacini. La densità arriva fino a 30 °Bé. Oltre questa densità le acque madri vengono riversate in mare oppure in altri bacini per l'estrazione di altri sali.

Sul fondo del bacino rimane uno strato compatto di sale di 10-20 cm che deve essere frantumato e raccolto. La stagione di produzione del sale va da aprile a settembre.
A partire dai 15 °Bé e fino ai 30 °Bé (zona salante) l'acqua può assumere una colorazione rossastra dovuta alla presenza di una particolare micro-alga: la Dunaliella salina, in grado di vivere in questi ambienti ipersalini, che conferisce questa colorazione variabile con la densità e va dal rosa tenue al rosso mattone.

## Collocazione geografica

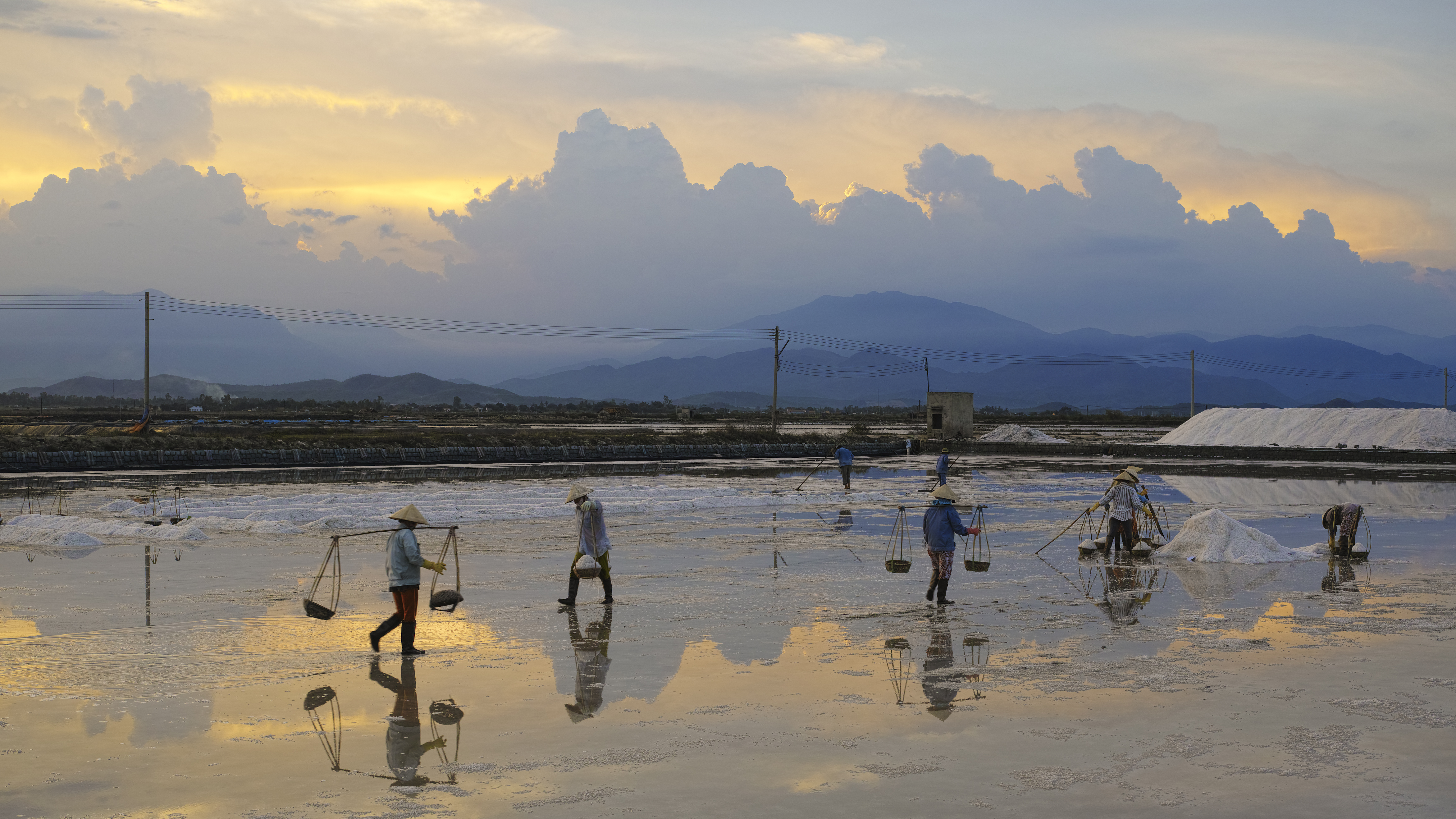
Saline di Ninh Hòa, in Vietnam, dove il sale è ottenuto per evaporazione dell'acqua marina.

Gran parte delle saline sono state create dall'uomo in aree pianeggianti, topograficamente non rilevate rispetto alla quota del mare, naturalmente caratterizzate dal ristagno di acque salmastre di aree costiere, come le saline coltivate a Margherita di Savoia in Puglia (le più grandi d'Europa), quelle di Cervia sulla costa romagnola, quelle attive di Trapani, in Sicilia e Cagliari, in Sardegna oppure Camargue in Francia.
In queste aree, per secoli, l'attività di produzione di sale ha costituito una fonte di lavoro e reddito per le popolazioni locali.

## Ecologia
Molte saline, oggi abbandonate in quanto non più economicamente produttive, sono state trasformate in riserve umide naturali, caratterizzate da una gran quantità di animali, principalmente uccelli, legati a questo particolare ecosistema, divenendo ricercate mete di turismo naturalistico e amanti di birdwatching.
Le saline costituiscono inoltre l'habitat di differenti forme di vita adattatesi a condizioni di estrema salinità. Tra queste meritano un menzione i Chironomidi, ditteri le cui larve di colore rosso vivono sui fondi limosi delle vasche contribuendo alla loro colorazione, e Artemia salina, piccolo crostaceo che, nutrendosi di alghe e detriti, contribuisce a mantenere limpida l'acqua, facilitandone l'evaporazione. Assieme ad anellidi, molluschi ed altri insetti e crostacei sono un anello fondamentale della catena alimentare delle saline, costituendo una fonte di nutrimento per i numerosi uccelli presenti.

## Voci correlate

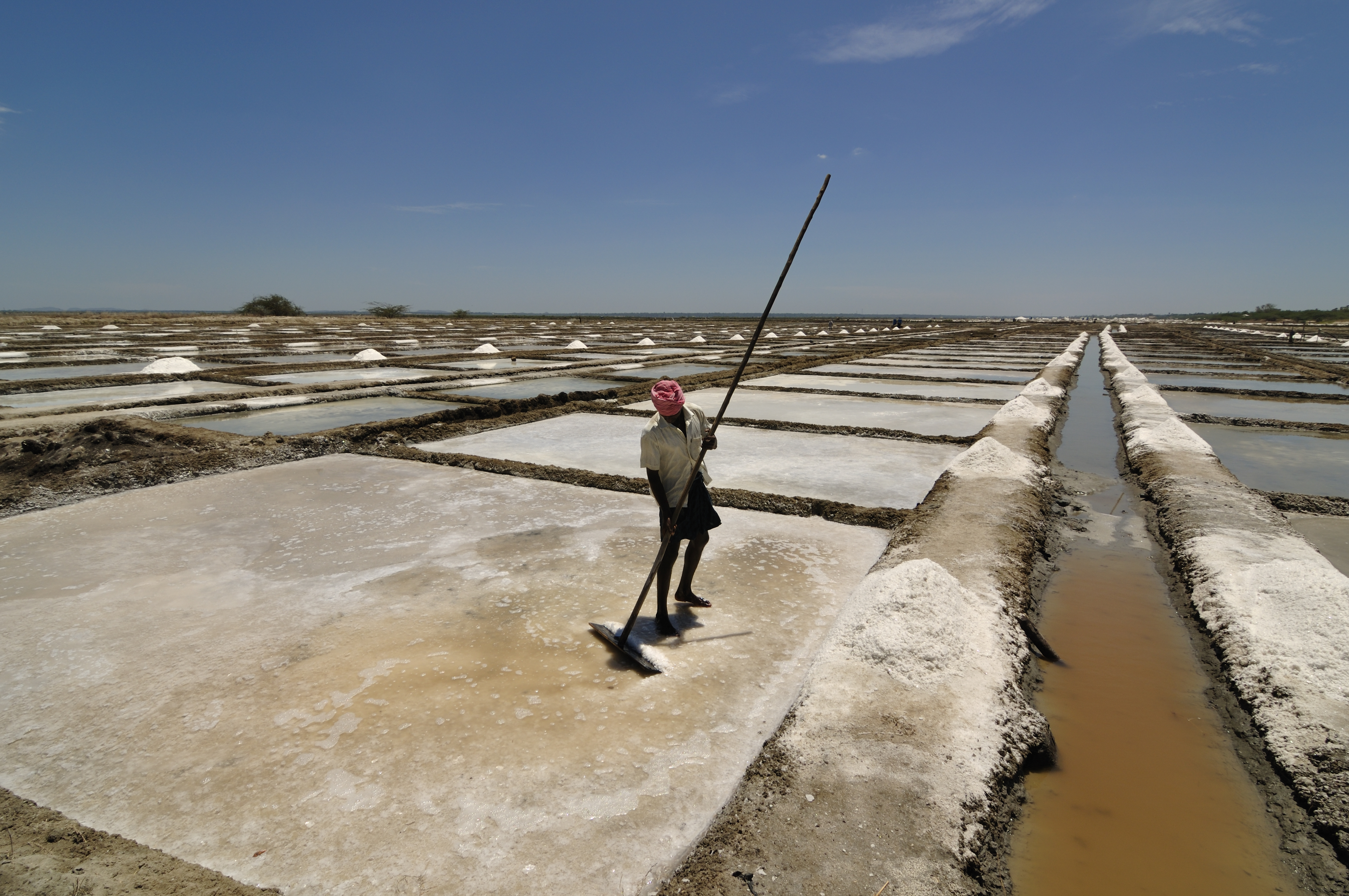
Salina a Marakkanam in Tamil Nadu, India